# Guillermo Capetillo
Guillermo Capetillo (Ciudad de México, 30 de abril de 1958) es un actor y torero mexicano.

## Biografía
Creció en el ambiente taurino y artístico de su padre Manuel Capetillo. En 1977 debutó como novillero a los 19 años en Plaza México. Tomó la alternativa en San Luis Potosí, siendo su padrino Manolo Martínez y de testigo José Mari Manzanares.
Al igual que su padre, Guillermo comenzó una carrera como actor. Saltó a la fama con la popular telenovela Los ricos también lloran (1980), donde actuó como hijo de Verónica Castro. Esta telenovela fue emitida en 120 países, y es considerada una de las mejores de su género, lanzando al estrellato a Guillermo. También interpretó a uno de los hijos de Lucía Méndez en la telenovela Colorina (1980). Compaginó ambas carreras, confirmando su alternativa el 9 de octubre de 1984 en Plaza México,  siendo su padrino Rafael Gil Rafaelillo y Ernesto Belmont de testigo. Fue famoso por sus papeles como galán y trabajó junto a Victoria Ruffo en La Fiera (1984) cuyo último episodio fue record de audiencia. Repitió junto a Verónica Castro en la telenovela Rosa salvaje (1987). Su fama le llevó a realizar una incursión en la música, publicando Mujer (1982), producido por Bebu Silvetti, Una vez más el amor (1987), producido por el italiano DiFelisatti, y a participar en el álbum Esta navidad (1987). 
Dentro de su carrera como torero, el 30 de enero de 1994 salió a hombros en Plaza México, cortando dos orejas y un rabo a Gallero de la ganadería jalisciense de Cerro Viejo, que ha sido una de las faenas más completas y estéticas dentro de una discreta e irregular trayectoria. Se encontraba ya retirado de los ruedos, pero en 2008 retomó la que ha sido su gran pasión, su carrera taurina, con 50 años. Anunció su retirada en 2014 en Plaza México para regresar posteriormente. A lo largo de su carrera como actor ha participado en decenas de producciones para televisión y cine, alejándose de los platós en 2015 tras más de 30 años en la profesión.

## Vida privada
Su padre Manuel Capetillo, (1926-2009) y su hermano, el actor Manuel Capetillo Jr, también toreros, y su otro hermano Eduardo Capetillo es cantante y actor.
El 11 de febrero de 2006 contrajo matrimonio con la presentadora de Se Vale Tania Amezcua Riquenes en la iglesia de Santo Domingo en Mixcoac.

## Filmografía

### Televisión
| Año       | Proyecto                      | Personaje                                  |
| --------- | ----------------------------- | ------------------------------------------ |
| 2015      | Lo imperdonable               | Padre Juan                                 |
| 2012-2013 | Amores verdaderos             | Nelson Brizz                               |
| 2010-2011 | Cuando me enamoro             | Antonio Iriondio                           |
| 2010      | Soy tu dueña                  | Rogelio Villalba                           |
| 2008-2009 | Mañana es para siempre        | Aníbal Elizalde Rivera / Jerónimo Elizalde |
| 2005      | Pablo y Andrea                | Juan Carlos Saavedra                       |
| 2004-2005 | Misión S.O.S. aventura y amor | Salvador Martínez                          |
| 1999-2000 | Tres mujeres                  | Manuel Toscano                             |
| 1998      | Una luz en el camino          | Rodrigo González de Alba                   |
| 1997      | Pueblo chico, infierno grande | Hermilo Jaimez                             |
| 1991-1992 | Atrapada                      | Ángel Montero                              |
| 1987-1988 | Rosa salvaje                  | Rogelio Linares / Ricardo Linares          |
| 1984-1985 | Los cuervos                   | Andrés Albán                               |
| 1983      | La fiera                      | Víctor Alfonso Martínez Bustamante         |
| 1980-1981 | Colorina                      | José Miguel Redes                          |
| 1979      | Los ricos también lloran      | Alberto "Beto" López / Alberto Salvatierra |

### Cine
| Año  | Película                | Personaje      |
| ---- | ----------------------- | -------------- |
| 2005 | Matador                 | Matador        |
| 2004 | Animales en peligro     |                |
| 1999 | Si nos dejan            | Lorenzo Chávez |
| 1991 | La monja ensangrentada  |                |
| 1990 | Policía rural           |                |
| 1990 | Los fugitivos           |                |
| 1989 | Quisiera ser hombre     | Miguel         |
| 1987 | Ases del contrabando    | Andrés         |
| 1986 | La mafia tiembla        | Armando Lozano |
| 1986 | El Hijo de Pedro Navaja | Pedro          |
| 1981 | Novia, esposa y amante  | Juan           |
| 1980 | Frontera                | Javier         |
| 1979 | La sotana del reo       | Alfredo        |

### Discografía
| Año  | Álbum               |
| ---- | ------------------- |
| 1987 | Una vez más el amor |
| 1982 | Mujer               |

## Premios y nominaciones

### Premios TVyNovelas
| Año  | Categoría               | Telenovela   | Resultado |
| ---- | ----------------------- | ------------ | --------- |
| 1988 | Mejor actor protagónico | Rosa salvaje | Nominado  |
| 1985 | Mejor actor joven       | La fiera     | Ganador   |